# Исмагилова, Лейла Загировна
Лейла Загировна Исмагилова (баш. Ләйлә Заһир ҡыҙы Исмәғилева; род. 26 мая 1946 года) — советский и российский башкирский композитор, пианистка, музыкальный педагог, председатель Союза композиторов Республики Башкортостан, заслуженный деятель искусств Российской Федерации (1998) и Башкирской АССР (1984), народная артистка Республики Башкортостан (2012), член Союза композиторов Российской Федерации (СССР) и Республики Башкортостан, профессор Уфимской государственной академии искусств имени З. Исмагилова.

## Биография
Родилась 26 мая 1946 года в Москве, в семье советского башкирского композитора Загира Гариповича Исмагилова.
В 1965—1968 гг. обучалась в специальной музыкальной школе при Казанской консерватории (класс А. С. Лемана).
В 1968—1970 гг. училась в Московской консерватории (класс В. Г. Фере).
В 1972 году закончила Государственный музыкальный колледж имени Гнесиных (класс Г. И. Литинского).
С 1972 года она преподаёт в Уфимском государственном институте искусств, с 1979 года и по настоящее время возглавляет кафедру композиции того же института (ныне Уфимская государственная академия искусств имени Загира Исмагилова).
В 1990—1991 гг. являлась проректором по научной работе того же института. А с 2003 года — профессор.
С 9 декабря 2013 года — Председатель Союза композиторов Башкортостана.

## Творчество
Лейла Загировна является автором балетов «Ходжа Насретдин» (1998), «Аркаим» (2005) и «Роза Альгамбры» (2012).
О балете «Аркаим» Руководитель Федерального агентства по культуре и кинематографии Михаил Швыдкой отзывался таким образом: 

«Постановка на сцене Башкирского государственного театра оперы и балета национального балета Лейлы Исмагиловой „Аркаим“ в хореографии Андрея Петрова является важным событием для культуры Башкортостана и России. Сегодня, в век масштабной глобализации искусства, очень важно, что театр обратился к народным истокам, к тем корням, которые веками питают национальную культуру. Только тогда мы сможем решить важную проблему сохранения идентичности нации».— Жиленко Н. Свет Аркаима на уфимской сцене// Газета «Республика Башкортостан», № 163.
Балет «Роза Альгамбры» был написан композитором по заказу Испании и в г. Торревьеха, в камерном зале Центра искусств, состоялась презентация его промоверсии.
Её сочинения постоянно исполняются под управлением известных отечественных дирижёров Ф. Мансурова, Н. Рахлина, В. Синайского в различных городах России и за рубежом (Германия, Великобритания, Венгрия, Болгария, Польша, Румыния).

## Произведения
Для музыкального театра:
- «Ходжда Насретдин» — балет (либретто В. Щербакова), (1998).
- «Аркаим» — балет (либретто Я. Седова), (2005).
- «Роза Альгамбры» — балет (либретто Е. Голуб), (2012).

Симфонические, вокально-хоровые произведения:
- Камерная симфония (1996)
- Концерт для фортепиано с оркестром (1968)
- Концерт для скрипки с оркестром (1982)
- «Земля отцов» — симфонический цикл в 4-х частях (Степь. Наигрыш. Колыбельная. Джигиты.) (1972)
- «Такташ — симфония» для голоса и симфонического оркестра (1987)
- Симфонические сцены (1983)
- Сюита из балета «Ходжа Насретдин»
- «Немеркнущий стих» оратория на стихи Омара Хайяма для смешанного хора и ансамбля инструментов (1980)
- Поэма для голоса с оркестром (1989)
- Симфонические картины «Из Альгамбры» (2013).

Камерно-инструментальные произведения:
- Октет для флейты, гобоя, двух скрипок, альта, виолончели, фортепиано и литавр (1978)
- Струнный квартет (1973)
- Соната для фортепиано (1975)
- Полифонический цикл для фортепиано (1971)
- Вариации для фортепиано (1963).
- Две концертные пьесы для фортепиано (2000)

## Награды и премии
- Заслуженный деятель искусств Российской Федерации (1998).
- народная артистка Республики Башкортостан (2012).
- Заслуженный деятель искусств Башкирской АССР (1984).
- Премия Союза композиторов России имени Д. Шостаковича (1978).
- Премия имени Салавата Юлаева (2018)[6].